# Belgisch kampioenschap rally 2017
Het Belgisch kampioenschap rally 2017 is de veertigste jaargang van het Belgisch kampioenschap rally, georganiseerd door de RACB (Royal Automobile Club Belgium).In 2017 gaat dit kampioenschap door onder de naam van Belgian Rally Championship of BRC. Er staan 9 wedstrijden op de kalender. De puntentelling blijft ongewijzigd ten opzichte van voorgaande editie. Er kunnen zowel zowel punten voor de positie in het algemene klassement als voor de positie binnen de eigen klasse verdiend worden. Op het einde van het seizoen mag er één schrapresultaat ingebracht worden.

## Kalender
| Kleur | Ondergrond       |
| ----- | ---------------- |
| Grijs | Asfalt           |
| Bruin | Gravel           |
| Roze  | Asfalt en gravel |

| Ronde | Datum         | Rally                 | Start en finish | Ondergrond | Ondergrond       |
| ----- | ------------- | --------------------- | --------------- | ---------- | ---------------- |
| 1     | 25 februari   | Rally van Haspengouw  | Landen          |            | Asfalt           |
| 2     | 17-18 maart   | Spa Rally             | Spa             |            | Asfalt en gravel |
| 3     | 8 april       | TAC Rally             | Tielt           |            | Asfalt           |
| 4     | 28-30 april   | Rallye de Wallonie    | Namen           |            | Asfalt           |
| 5     | 20 mei        | Sezoensrally          | Bocholt         |            | Asfalt en gravel |
| 6     | 23-24 juni    | Rally van Ieper       | Ieper           |            | Asfalt           |
| 7     | 1-2 september | Omloop Van Vlaanderen | Roeselare       |            | Asfalt           |
| 8     | 30 september  | East Belgian Rally    | Sankt Vith      |            | Asfalt           |
| 9     | 3-4 november  | Condroz Rally         | Hoei            |            | Asfalt           |